# Zbehy
Zbehy est un village de Slovaquie situé dans la région de Nitra.

## Histoire
Première mention écrite du village en 1156.

## Démographie

### Évolution de la population
| Année:               | 1994. | 2004.   | 2014.   | 2024.   |
| -------------------- | ----- | ------- | ------- | ------- |
| Nombre de personnes: | 2044  | 2171    | 2261    | 2276    |
| Différence:          |       | +6,21 % | +4,14 % | +0,66 % |

| Année:               | 2023. | 2024.   |
| -------------------- | ----- | ------- |
| Nombre de personnes: | 2238  | 2276    |
| Différence:          |       | +1,69 % |